# Andy Lee (giocatore di snooker)
Andy Lee Chun Wai (李安迪S, Lǐ'āndíP), meglio noto come Andy Lee (Hinckley, 27 novembre 1980) è un giocatore di snooker inglese naturalizzato hongkonghese.

## Biografia
Andy Lee è nato ad Hinckley in Inghilterra, il 27 novembre 1980, da genitori hongkonghesi emigrati nel Regno Unito nel 1975. Dopo aver scelto di giocare per l'Inghilterra, ha poi deciso di svolgere i tornei con la nazionalità hongkonghese.

## Carriera

### 1998-2009
Tra il 1998 e il 2004, Lee viene invitato alle qualificazioni di alcuni eventi, ma non riesce mai ad approdare al tabellone principale. Diventa professionista all'inizio della stagione 2008-2009, a seguito della vincita del Pro Ticket Tour Play-off. La sua prima annata del Main Tour è però infelice: Lee non porta a casa nessun match ed esce dal tour a stagione conclusa.

### 2011-2018
Tra il 2011 e il 2018, Lee ottiene diversi successi in alcuni tornei nazionali, come l'Hong Kong Six-Red Open Championship e l'Hong Kong Snooker Open Championship, oltre che al Campionato mondiale dilettanti di coppia nel 2014, assieme a Fung Kwok Wai. Nel 2018 si iscrive alla Q School, dove raggiunge rispettivamente nei tre eventi, i sedicesimi, gli ottavi e i quarti di finale, che gli permettono di riaccedere nel Main Tour per la stagione 2018-2019.

### 2018-
Nel 2018-2019 si riesce a qualificare per il World Open, ma esce al primo turno per mano di Neil Robertson. Al Gibraltar Open raggiunge il terzo turno, dopo aver battuto Curtis Daher e Kuldesh Johal, prima di essere sconfitto da Andrew Higginson. Nella stagione 2019-2020 supera per tre volte il primo turno, all'English Open e allo Scottish Open, dove esce al secondo, e al Welsh Open, in cui termina la sua corsa al terzo, dopo aver sconfitto Matthew Selt e Robbie Williams.

## Ranking
| Stagione  | Ranking iniziale | Ranking finale |
| --------- | ---------------- | -------------- |
| 2008-2009 | Non classificato | 83             |
| 2018-2019 | Non classificato | 121            |
| 2019-2020 | 91               |                |

- Century Breaks: 7
- Miglior Break: 130